# 奥索德辛卡
奥索德辛卡，是西班牙阿拉贡自治区韦斯卡省的一个市镇。总面积28平方公里，总人口732人（2001年），人口密度26人/平方公里。